# 黑湖妖潭
《黑湖妖潭》（英語：Creature from the Black Lagoon）是1954年由環球影業所發行的黑白3D怪獸恐怖片，同時也是環球影業所發行的第一部3D電影，由傑克·阿諾德執導，威廉·阿蘭監製。主演有理查德·卡爾森、茱莉·亞當斯、理查德·丹寧、安東尼奧·莫雷諾和懷特·比塞爾。
這也是環球怪物之《半魚人》系列電影之第一部，隨後的兩部為《水妖復仇》、《生擒水妖》。

## 故事概要
一支考察隊在南美洲的亞馬遜河地區進行考察時，突然遭到半魚人的攻擊。在殺了幾名考察隊隊員之後，順便強行把一名女考察隊員抓走。
而半魚人居然被那一名美麗的女考察隊員所吸引......。

## 演員

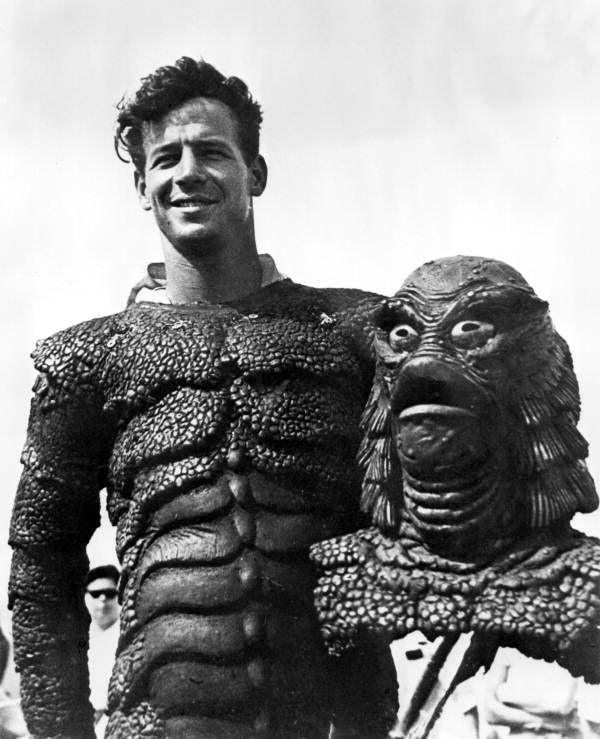
里古·白朗寧飾演在水底場景的半魚人。

- 理查德·卡爾森（英语：Richard Carlson (actor)） 飾 Dr. David Reed
- 茱莉·亞當斯（英语：Julie Adams） 飾 Kay Lawrence
- 理查德·丹寧（英语：Richard Denning） 飾 Dr. Mark Williams
- 安東尼奧·莫雷諾（英语：Antonio Moreno） 飾 Dr. Carl Maia
- 內斯特·佩瓦（英语：Nestor Paiva） 飾 Captain Lucas
- 懷特·比塞爾（英语：Whit Bissell） 飾 Dr. Edwin Thompson
- Bernie Gozier 飾 Zee
- Henry A. Escalante 飾 Chico
- 佩里·羅培茲（英语：Perry Lopez） 飾 Tomas
- 羅德·里德溫（英语：Rodd Redwing） 飾 Luis
- Sydney Mason 飾 Dr. Matos
- 班·查普曼（英语：Ben Chapman (actor)） 飾 半魚人（陸上）
- 里古·白朗寧（英语：Ricou Browning） 飾 半魚人（水底）

## 續集
繼1955年的《水妖復仇》和1956年的《生擒水妖》之後，環球影業終於宣佈2013年要重拍這部怪獸電影，重拍的電影將由Carl Erik Rinsch導演以及Marc Abraham、Eric Newman、Gary Ross來監製。

## 影響
2017年電影《忘形水》部份靈感來自吉拿域·戴拖路在童年時觀看《黑湖妖潭》的回憶。

## 外部連結
- Creature from the Black Lagoon Q & A（页面存档备份，存于） - Chapman, Adams Q&A at Monster Bash
- 互联网电影数据库（IMDb）上《黑湖妖潭》的资料（英文）
- TCM电影资料库上《黑湖妖潭》的资料（英文）
- AllMovie上《黑湖妖潭》的资料（英文）
- The Reel Gill-man（页面存档备份，存于） - Official site of Ben Chapman, who played the Gill-man